# Rover 16
Rover 16 4-дверной семейный автомобиль высшей группы среднего класса с кузовом лимузин, выпускавшийся компанией Rover в 1937-1940 и в 1945-1948 годах. Был дальнейшим развитием модели Rover 16 hp Light Six.

## История
Rover 16 по аналогии моделей 10 и 12 данной компании получил круглое завершение багажника, 6-цилиндровый мотор объемом 2147 см3, что позволяло развить скорость 124 км/час. На данном шасси выпускались 2-дверный кабриолет. Также на его шасси выпускали модель Rover 14 с мотором меньшего объема. Изготовление модели прекратили в 1940 с вступлением Великобритании до Второй мировой войны.
После завершения войны с восстановлением гражданского производства возобновили производство Rover 16, которое прекратили через 3 года для выпуска Rover PC.